# Meridolum marshalli
Meridolum marshalli е вид коремоного от семейство Camaenidae.

## Разпространение
Видът е разпространен в Австралия.